# Јулмуст
Јулмуст (швед. jul  Божић и must  још не ферментисани воћни сок) је безалкохолно пиће које се углавном конзумира у Шведској око Божића. За време Ускрса име пића је паскмуст (од påsk што значи Васкрс). Током остатка године, продаје се под именом муст. Садржај је исти без обзира на маркетиншки назив, а пиће је углавном повезано са Божићем. Током децембра се потроши 45 милиона литара јулмуста, што је око 50% укупне количине и 75% укупне годишње продаје безалкохолних пића.

## Састојци
Сируп се и даље производи искључиво у компанији Робертс у Еребру. Сируп се продаје различитим произвођачима безалкохолних пића који потом праве финални производ на свој начин. То значи да муст различитих компанија нема исти укус, иако се прави од истог сирупа.
Јулмуст је направљен од газиране воде, шећера, екстракта хмеља, екстракта слада, зачина, карамел боје, лимунске киселине и конзерванса. Екстракти хмеља и слада дају му укус који донекле подсећа на пиво од корена, или британско−карипско пиће Супермалт. Може дуже да чува под условом да је у стакленој боци. Неки људи купују јулмуст у децембру само да би га чували годину дана пре него што га попију. Године 2013. појавиле су се гласине да ће ЕУ забранити јулмуст због директиве која забрањује продају напитака који садрже боју карамеле. Међутим, испоставило се да су гласине лажне јер јулмуст није ферментисано пиће и стога на њега директива не утиче.

## Јулмусти Кока-кола
У Шведској, јулмуст  надмашитује продају Кока-коле током божићне сезоне. У ствари, потрошња кока-коле опада за чак 50% током празника. Ово је наведено као један од главних разлога зашто је компанија Кока-кола раскинула уговор са локалном пиваром Припс и уместо тога покренула Coca-Cola Drycker Sverige AB, која производи сопствени јулмуст, при чему име компаније Кока-кола заузима само мали простор на етикети. Њихов јулмуст се није рекламирао све до 2004. године, када је Кока-кола почела да продаје јулмуст под брендом Bjäre julmust. Сируп су куповали од компаније Робертс. До 2007. Bjäre julmust се продавао само у ресторанима Мекдоналдса и потпуно је нестао из асортимана кока-кола производа до Божића 2008. да би се вратио за Божић 2011. године.

## Ван Шведске
- Cost Plus World Market у Сједињеним Државама продаје јулмуст током божићних празника.
- ИКЕА продаје Dryck Julmust у неколико земаља током Божића, који се прави са заслађивачем уместо шећера. Од 2017. зове се Винтерсага (зимска сага) шведско свечано пиће. Слично као и јулмуст, такође се продаје у неким земљама као Dryck Påskmust за Ускрс.
- Јулмуст је такође доступан за куповину у Финској око Божића. Шведска мањина сматра га делом божићне вечере.
- Квас